# Kollisionsrecht
Unter Kollisionsrecht werden die rechtlichen Normen verstanden, die bestimmen, welche Rechtsnormen oder Rechtsordnungen im Fall einer Normenkollision anwendbar sind. Es enthält vorrangig Bestimmungen über das im Einzelfall anwendbare Recht, nicht das anwendbare Recht selbst. Die Rechtswissenschaft hat zur Auflösung einer Normenkollision bestimmte Kollisionsregeln entwickelt. 

## Kollisionsfälle
Eine der prominentesten Materien des Kollisionsrechts ist das internationale Recht, etwa das Internationale Privatrecht (IPR), mit dem sich die kollisionsrechtliche Literatur und Rechtsprechung hauptsächlich befasst. Das internationale Privatrecht der Europäischen Union bestimmt in verschiedenen Verordnungen, welche nationale Rechtsordnung bei grenzüberschreitenden Sachverhalten anwendbar ist. Für privatrechtliche Fälle mit Auslandsberührung gilt in den Vereinigten Staaten von Amerika das US-amerikanische Conflict of Laws. Das UN-Kaufrecht (United Nations Convention on Contracts for the International Sale of Goods CISG) ist für den internationalen Warenkauf maßgeblich.
Weitere kollisionsrechtliche Materien sind das intertemporale Recht, das sich mit zeitlich aufeinander folgenden Rechtsordnungen befasst, etwa nach Gebietsabtretungen, Sezessionen oder Annexionen. Bei Gesetzesänderungen innerhalb eines Landes regeln Einführungsgesetze oder Übergangs- und Schlussvorschriften die befristete oder unbefristete Fortgeltung bestehender Regelungen. 
Das interregionale Recht oder interlokale Recht befasst sich mit konkurrierenden Teilrechtsordnungen innerhalb eines Staates oder Staatenverbunds. Das Europarecht genießt Anwendungsvorrang gegenüber dem nationalen Recht der Mitgliedsstaaten. Innerhalb der Bundesrepublik Deutschland bestimmt Art. 31 GG: Bundesrecht bricht Landesrecht. Als letzteres wurden in der Vergangenheit auch das zwischen der alten Bundesrepublik Deutschland vor 1990 und der Deutschen Demokratischen Republik anzuwendende Kollisionsrecht angesehen. Solche Teilrechtsordnungen sind nicht notwendig an einen föderalen Staatsaufbau oder einen Gliedstaat o. ä. gebunden. Sie sind oft auch historisch entstanden, wie etwa im Fall der Höfeordnung, die partielles Bundesrecht ist. Sie sind dann oft verquickt mit dem intertemporalen Recht, etwa in Deutschland im Fall der altrechtlichen Dienstbarkeiten aus der Zeit vor Inkrafttreten des Bürgerlichen Gesetzbuchs und der Grundbuchordnung.

## Kollisionsrecht der Europäischen Union
Kollisionsrechtliche Normen sind, auch wenn sie etwa in internationalen Verträgen vereinbart wurden, nationales Recht. Jeder Staat hat traditionell sein eigenes nationales Verfahrensrecht.
Das auf vertragliche und außervertragliche Schuldverhältnisse oder familien- und erbrechtliche Rechtsbeziehungen mit Auslandsbezug anwendbare Recht wird in der Europäischen Union durch die justizielle Zusammenarbeit in Zivilsachen aufgrund Art. 81 AEUV zunehmend vereinheitlicht. Ziel ist ein Raum der Freiheit, der Sicherheit und des Rechts, der einen effektiven Rechtsschutz für die einzelnen EU-Bürger gewährleistet. Dazu regeln beispielsweise die Europäischen Güterrechtsverordnungen oder die Erbrechtsverordnung, welches Gericht bei grenzüberschreitenden Streitigkeiten zuständig ist und welches materielle Recht es bei der Entscheidungsfindung anwendet. Dadurch werden in Deutschland die Bestimmungen des Einführungsgesetzes zum Bürgerlichen Gesetzbuch (EGBGB) verdrängt.